# 東通村立東通小学校
東通村立東通小学校（ひがしどおりそんりつ ひがしどおりしょうがっこう）は、青森県下北郡東通村大字砂子又にある公立小学校。

## 概要
- 本校は、砂子又地区にあり、村内全域を学区としている。

## 沿革
- 2003年（平成15年）8月 - 校舎新築工事起工。
- 2005年（平成17年）
  - 3月 - 校舎新築工事竣工。
  - 4月1日 - 大利・目名・石持・鹿橋・蒲野沢・入口・野牛・岩屋・田屋・石上・砂子又の各小学校が統合し、開校。
  - 4月7日 - 開校記念式典挙行し、第1回入学式挙行。
  - 7月1日 - 新築記念落成式典挙行。
  - 9月10日 - 第1回運動会開催。
  - 11月6日 - 第1回学芸会開催。
- 2006年（平成18年）3月23日 - 第1回卒業証書授与式挙行。
- 2009年（平成21年）
  - 3月29日 - 中学校をつなぐ渡り廊下完成。
  - 4月1日 - 尻屋・尻労・小田野沢・老部・白糠の各小学校を統合。同日から小中一貫教育開始。
- 2010年（平成22年）11月19日 - 小中一貫教育自主公開発表。
- 2011年（平成23年）3月17日 - 11日午後に発生した東日本大震災による東北電力の計画停電により、臨時休校となる。

## 周辺
- 東通村立東通中学校
- こども園ひがしどおり
- 東通村こどもセンター
  - 本校と上記3施設で、『東通学園』を構成している[1]。
- 東通村役場
- 東通村体育館
- 健康福祉センター野花菖蒲の里
- むつ警察署砂子又警察官駐在所
- 国道338号

## アクセス
- 下北交通東通庁舎線「野花菖蒲ノ里」バス停下車後、徒歩約400m、徒歩約6分。
- 下北交通泊線「東通森林組合」バス停下車後、徒歩約1.1km、約17分（直線距離だと約500mと近いが、道路の関係で遠回りとなる）。